# Adagum
Adagum (ros.: Адагум) – rzeka w europejskiej części Rosji, w Kraju Krasnodarskim, lewy dopływ Kubania. Długość rzeki wynosi 66 km; dorzecze zajmuje powierzchnię 336 km².
Adagum powstaje z połączenia Bakanki i Niebierdżajki w Górach Markotchskich. Na rzece znajduje się zbiornik Warnawiński.

## Powódź w 2012
7 lipca 2012 rzeka zalała Krymsk.